# Halerpestes ruthenica
Halerpestes ruthenica (Jacq.) Ovcz. – gatunek rośliny z rodziny jaskrowatych (Ranunculaceae Juss.). Występuje naturalnie w Rosji (na Syberii), Kazachstanie, Mongolii oraz Chinach (w północnych częściach Gansu, Hebei, Shaanxi oraz Shanxi, w prowincjach Heilongjiang, Jilin, Liaoning, a także w regionach autonomicznych Mongolia Wewnętrzna, Ningxia i Sinciang). 

## Morfologia
PokrójBylina rozłogowa.
LiścieW zarysie mają kształt od owalnie trapezoidalnego do podłużnego. Mierzą 1,5–5 cm długości oraz 1–2,5 cm szerokości. Nasada liścia ma sercowato ucięty lub rozwarty kształt. Ogonek liściowy jest nagi i ma 2–17 cm długości.
KwiatyPojedyncze, szczytowe, o średnicy do 14–24 mm. Mają 5 eliptycznych działek kielicha, które dorastają do 5–7 mm długości. Żółtych, odwrotnie jajowatych płatków o długości 8–12 mm jest od 6 do 12.
OwoceNagie niełupki o odwrotnie jajowatym kształcie i długości 2–3 mm. Tworzą owoc zbiorowy – wieloniełupkę o jajowatym kształcie i dorastającą do 8–11 mm długości.

## Biologia i ekologia
Rośnie na podmokłych łąkach oraz brzegach rzek i jezior. Występuje na wysokości do 1400 m n.p.m. Kwitnie od maja do sierpnia, natomiast owoce dojrzewają w sierpniu.